# Alnus pendula
Alnus pendula — вид квіткових рослин з родини березових. Поширення: Японія (Хонсю, Хоккайдо); інтродукований у Кореї.

## Біоморфологічна характеристика
Це багатостовбурний великий кущ або невелике дерево до 8 метрів. Стовбури гладкі, сіро-коричневі з помітними дрібними жовто-коричневими сочевицями. Гілочки тонкі, від блідо-сіруватого до мідно-коричневого забарвлення, з опадними волосками. Листя від вузькояйцеподібного до широколанцетного, 4.5–12 × 2–4.5 см, верхівка довгозагострена, основа клиноподібна до майже серцеподібної, пластина зверху гола, середньо-зелена, злегка блискуча, знизу волосата вздовж жилок, жилкування з 20–26 парами прямих сильно врізаних жилок, краї подвійно-пилчасті; ніжка листка 3–12 мм, волосата. Тичинкові суцвіття в густих верхівкових або бічних суцвіттях по 1–4, 15–40 мм, циліндричні, коричневі, в'язкі, під час цвітіння 50–120 мм, яскраво-жовто-зелені, пониклі. Маточкові суцвіття під чоловічими, по 3–6, тримаються на квітконіжці 10–20 мм, еліптичні, 8–12 × 6–8 мм, яскраво-жовті, підкреслені широкояйцеподібним листуватим приквітком. Плід яйцеподібно-еліптичний, 12–16 × 8–12 мм. Насіння 1–2 мм, вузькоеліптичне з широким папероподібним крилом з двома спрямованими вперед крилами. Цвіте з квітня по травень, плодоносить з вересня по жовтень.

## Середовище
Цей вид зустрічається в гірських лісах.

## Використання
Цей вид використовується як рослина для боротьби з водною ерозією. Кора цього виду використовувалася в народній східній медицині як засіб від діареї, лихоманки, алкоголізму та кровотечі. Недавні дослідження показали, що кора Alnus pendula має антибактеріальну активність проти метицилін-резистентного золотистого стафілокока.